# Лазарєва Світлана Юріївна
Світлана Юріївна Лазарєва (нар. 24 квітня 1962 року Верхній Уфалей, Челябінська область) — радянська та російська естрадна співачка. Підтримує путінський режим та війну Росії проти України.

## Життєпис
Народившиеся 24 квітня 1962 року Верхній Уфалей, Челябінська область.
Після закінчення середньої школи Світлана Лазарєва працювала співачкою в Краснодарській філармонії. За рекомендацією композитора Теодора Єфімова стала солісткою ВІА «Синій птах», де працювала з 1983 по 1989 роки. В цей час найбільш відомою співачку зробила її пісня «Эдит Пиаф — маленький воробей».
На телевізійному фестивалі естрадної пісні «Юрмала-88» Світлана знайомиться з Ладою Волковою (Денс) та Оленою Вітебською. Результатом знайомства стає створення вокального тріо «Женсовет».
З 1990 року після виходу зі складу «Женсовета» Світлана Лазарєва зайнялася сольною кар'єрою. Перший сольний диск мав назву «Давай поженимся!».
Другий альбом «Тельняшка» (1994 рік) кардинально відрізняється від дебютного, практично повністю складається з «ресторанних хітів».
Лірика у творчості Лазарєвої повертається в третьому альбомі «Азбука любви» (1995 рік).
Працювала телеведучою разом з Ілоною Броневицькою в музичній розважальній програмі «Ранкова пошта».
Влітку 1998 року організувала власний музичний центр, в якому об'єднала молодих композиторів.
30 жовтня 2006 року в Санкт-Петербурзі відбувся єдиний концерт колишніх учасників ВІА під назвою «Золотые голоса „Синей птицы“». В ньому знову разом виступили Сергій Дроздов (1955—2012), Сергій Льовкін (1951—2006) та Світлана Лазарєва.
Продовжує давати сольні концерти і бере участь в збірних, дає шефські концерти в будинках для людей похилого віку, жіночих колоніях. Ведуча програми «Прямий ефір» на телеканалі Musicbox Russia.

## Особисте життя
- Перший чоловік, Симон Осіашвілі — поет-пісняр[2] .
- Другий чоловік — Валерій, підприємець
  - Дочка Наталія (1996) — журналістка. Названа на честь співачки Наталії Ветлицької, яка є її хрещеною матір'ю.[3] .

## Найбільш відомі пісні
- «Азбука любви»;
- 1997 — «Акварель»;
- «Блюдечки-тарелочки»;
- «Возвращайся домой»;
- «Выбирай» (1990);
- «Гитара, пой»;
- «Давай поженимся»;
- «Жёлтые кораблики»;
- «Измена»;
- «Кинотеатр»;
- «Клеопатра»;
- 1995 — «Лавочка»;
- «Люби меня»;
- 1996 — «Мама»;
- «Мой чужой»;
- «Неужели»;
- «Помни обо мне»;
- «Под знаком Тельца»;
- «Постучу по дереву»;
- «Проводила я мальчика в армию»;
- «Птичка певчая»;
- «Скажите, капитан»;
- 1994 — «Тельняшка»;
- «Ты не Гагарин»;
- «Целуешь другую»;
- «Эдит Пиаф».

## Звання, премії, нагороди
- Знак ЦК ВЛКСМ і радянського підготовчого комітету «За активну участь у підготовці та проведенні XII всесвітнього фестивалю молоді і студентів у місті Москві»
- 1985 — «В'єтнамський орден дружби»[4]
- Орден дружби Лівану[4]
- 2006 — Орден Дружби народів[5]
- 2007 — Срібний орден «За внесений вклад у мистецтво»

## Дискографія
- 1990. «Давай поженимся»[6]

1. Давай поженимся
2. Мокрый снег
3. Дворняга
4. Жёлтые кораблики
5. Выбирай
6. Грош цена твоим словам
7. Нечистая_сила
8. Белоснежка
9. Не ругай меня мама
10. Скажите, капитан
11. Жду тебя

- 1994. «Тельняшка»

1. Тельняшка
2. Возвращайся домой
3. Под знаком тельца
4. Помни обо мне
5. Мой чужой
6. Постучу по дереву
7. Выбирай
8. Грош цена твоим словам
9. Иди на все четыре стороны
10. Мокрый снег
11. Люби меня
12. Проводила я мальчика в армию
13. Не ругай меня, мама!
14. Жёлтые кораблики

- 1995. «Азбука любви»

1. Лавочка
2. Гитара Пой
3. Мама
4. Блюдечки-тарелочки
5. Азбука Любви
6. Поцелуй
7. Измена
8. Говорят
9. Кинотеатр
10. Целуешь другую
11. Зеркало
12. Птичка певчая

- 1998. «Акварель»

1. Акварель
2. Говори мне правду
3. Треугольник
4. Не молчи
5. Похмелье любви
6. Шура — рыболов
7. Обниму и поцелую
8. Я сама не ожидала
9. Красная рябина
10. Клеопатра

- 2001. «Я такая разная»

1. Неужели
2. Ливни
3. Это ты
4. Расставание
5. Ты не Гагарин
6. Где ты теперь
7. Привыкай
8. Она была собой
9. Осень
10. Ночь
11. Подари
12. Встреча и расставание

- 2002. «Имена на все времена»

1. Тельняшка
2. Возвращайся домой
3. Люби меня
4. Не ругай меня мама
5. Лавочка
6. Птичка певчая
7. Ты не Гагарин
8. Целуешь другую
9. Мой чужой
10. Мама
11. Под знаком Тельца
12. Неужели
13. Измена
14. Гитара, пой
15. Давай поженимся

.